# Latin Playboys
Die Latin Playboys sind eine All-Star Band, die von David Hidalgo, Louie Pérez (von Los Lobos), dem Produzenten Mitchell Froom und dem Tontechniker Tchad Blake formiert wurden. Sie waren hauptsächlich in den 1990ern aktiv.
Die Band begann ihre Laufbahn mit Demo-Aufnahmen, die Hidalgo auf einem alten Tape-Deck produzierte. Diese Demos waren eigentlich für Hidaldos ursprüngliche Band Los Lobos geplant, Froom fand jedoch, dass die Aufnahmen interessant genug wären, um eine neue Band zu gründen. Mit dem weiteren Los-Lobos-Mitglied Pérez und Frooms Produktionspartner Blake waren die Latin Playboys komplett.
Die Latin Playboys veröffentlichten 1994 ihr erstes Album Latin Playboys, das Dose betitelte zweite Album folgte 1999. Der Musikkritiker Richie Unterberger beschrieb die Musik als „a twisted and avantgarde take on root music“. Die Musik der Latin Playboys ist sehr experimentell und wurde u. a. als Filmmusik (Desperado von Robert Rodriguez) verwendet.

## Diskographie
- Latin Playboys, 1994 (Slash)
- Dose, 1999 (Atlantic)